# Светлана Антоновска
Светлана Антоновска (на македонска литературна норма: Светлана Антоновска) е северномакедонска социоложка, общественичка, учен, статистик и политик, югославска комунистка, членка на Президиума на Съюза на комунистите на Македония. Дълги години заема редица социални и политически функции, основателка на съвременната статистика в независима Република Македония и първа директорка на Държавния институт за статистика на Северна Македония след независимостта на страната.

## Биография
Родена е на 6 април 1952 година в Белград, тогава в Югославия. Завършва Института по математика към Природо-математическия факултет в Скопие, където е регистрирана като носителка на специална диплома „Михайло Петрович – Уви“, която в рамките на бившата югославска федерация представлява най-високото признание в областта на математиката, което може да получи ученик в средните училища.
Най-значимата ѝ обществено-политическа дейност започва в 1971 година, когато е избрана за секретар на партийния отдел на Съюза на комунистите на Македония на групите по математика и физика и остава на тази длъжност до март 1973 година, когато е избран за членка на секретариата на Факултетната конференция на Съюза на комунистите на Македония във Факултета по природни науки и математика - позиция, която заема до ноември 1975 година. След Осмия конгрес на Съюза на комунистите на Македония в 1982 година Антоновска е членка на Президиума на съюза.
След завършване на образованието си изпълнява редица други социални функции в Република Македония, с които има значителен принос за популяризирането на научната мисъл сред младите хора и става ръководителка на Държавния институт за статистика в 1986 година. Ръководи Института до 1997 година и в периода от 1998 до 2001 година. Освен това паралелно Антоновска е активна пропагандаторка и основоположничка на развитието на статистическата методология в Република Македония, както и прилагането на стандарти, класификации и номенклатури, които се прилагат в статистическите изследвания в Европа и по света.
Публикува голям брой научни трудове в областта на статистиката. Става членка на Международния институт по статистика в 1996 година, също така е членка на Конференцията на европейските статистици, Асоциацията на балканските статистици, Международната асоциация на статистиците изследователи, Международна организация на официалната статистика. Основателка е Асоциацията на статистиците на Република Македония.
В 1986 година е наградена с орден „За заслуги към народа“ със сребърна звезда. Носителка е и на редица други обществени, родни и международни признания.
Умира в Скопие на 7 октомври 2016 година след кратко и тежко боледуване.